# Gürer Aykal
Gürer Aykal (Eskişehir, 1942. május 22. –) török karmester, a Bilkent Egyetem adjunktusa, 1999 óta a Borusan Isztambul Filharmonikus Zenekar zenei rendezője és fő karmestere.

## Élete
Eskişehirben született. Az Ankarai Állami Konzervatóriumba járt, 1963-ban hegedű szakon végzett (Necdet Remzi Atak alatt), 1969-ben pedig zeneszerzés szakon (Ahmed Adnan Saygun alatt). Ezután karmesternek tanult Londonban, a Guildhall School of Musicban, ahol tanárai többek között André Previn és George Hurst voltak. Ezután Olaszországban tanult tovább, a Szent Cecília Zeneakadémián doktorált karmesterként 1973-ban. Végül Adnan Saygun kérésére Olaszországban maradt, hogy gregorián éneket és polifón reneszánsz zenét tanuljon a Pontificio Istituto di Musica Sacrán.
Aykal az Isztambuli Állami Szimfonikus Zenekar, az Angol Kamarazenekar, a Londoni Filharmonikus Zenekar, a Sinfonieorchester des Norddeutschen Rundfunks Hamburg, az Ankarai Kamarazenekar (melyet ő alapított Suna Kannal együtt) és a the Concertgebouw Kamarazenekar karmestere is volt. 1975-ben az ankarai Elnöki Szimfonikus Zenekar fő karmestere lett.
1987 és 1991 között a texasi Lubbock Szimfonikus Zenekar, majd 1992-től 2004-ig a szintén texasi El Pasói- Szimfonikus Zenekar zenei rendezője volt.
Miután visszatért Törökországba, 2014 nyarán az Antalyai Nemzetközi Zongorafesztivál művészeti igazgatója lett.

## Kitüntetései
A török kormány 1981-ben Állami Művész címmel tüntette ki.

## Fordítás
- Ez a szócikk részben vagy egészben  a   Gürer Aykal című angol Wikipédia-szócikk ezen változatának fordításán alapul.  Az eredeti cikk szerkesztőit annak laptörténete sorolja fel. Ez a jelzés csupán a megfogalmazás eredetét és a szerzői jogokat jelzi, nem szolgál a cikkben szereplő információk forrásmegjelöléseként.